# Манадаш
Манадаш (порт. Manadas) — район (фрегезия) в Португалии, входит в округ Азорские острова. Расположен на острове Сан-Жорже. Является составной частью муниципалитета Велаш. Население составляет 400 человек на 2001 год. Занимает площадь 12,50 км².
Покровителем района считается Святая Варвара (порт. Bárbara (santa)).